# Aisha Tyler
Aisha N. Tyler (San Francisco, 18 september 1970) is een Amerikaanse actrice, stand-upcomédienne en auteur, bekend om haar vaste rol in de eerste seizoenen van Ghost Whisperer en Archer, evenals haar terugkerende rol in Friends en CSI: Crime Scene Investigation.

## Filmografie

### Films
| Jaar | Film                 | Rol              |
| ---- | -------------------- | ---------------- |
| 2000 | Dancing in September | Vrouw            |
| 2001 | Moose Mating         | Josie            |
| 2002 | The Santa Clause 2   | Moeder Natuur    |
| 2003 | One Flight Stand     | Alexis           |
| 2004 | Never Die Alone      | Nancy            |
| 2006 | The Santa Clause 3   | Moeder Natuur    |
| 2006 | .45                  | Liz              |
| 2007 | Death Sentence       | Detective Wallis |
| 2007 | Balls of Fury        | Mahogany         |
| 2007 | The Trap             | Angela           |
| 2008 | Meet Market          | Jane             |
| 2008 | Bedtime Stories      | Donna Hynde      |
| 2009 | Black Water Transit  | Casey Spandau    |

### Televisie
| Jaar      | Serie                          | Rol             | Opmerkingen                  |
| --------- | ------------------------------ | --------------- | ---------------------------- |
| 1996      | Nash Bridges                   | Verslaggever    | Gastrol                      |
| 1996      | Grand Avenue                   | Vrouw nr. 1     | Televisiefilm                |
| 1999      | The Pretender                  | Angela Somerset | Gastrol                      |
| 2001      | Curb Your Enthusiasm           | Shaqs vriendin  | Gastrol                      |
| 2001      | Off limits                     |                 | Gastrol                      |
| 2002      | The Sausage Factory            | Jamie           | Gastrol                      |
| 2003      | Friends                        | Charlie Wheeler | Terugkerende rol             |
| 2003      | CSI: Miami                     | Janet Medrano   | Gastrol                      |
| 2004      | Slow Jamz                      | Zichzelf        | Muziekvideo                  |
| 2004      | Nip/Tuck                       | Manya Mabika    | Gastrol                      |
| 2004–2005 | CSI: Crime Scene Investigation | Mia Dickerson   | Terugkerende rol, 8 episodes |
| 2005      | 24                             | Marianne Taylor | Terugkerende rol             |
| 2005–2006 | Ghost Whisperer                | Andrea          |                              |
| 2006      | For One Night                  | Desiree Howard  | Televisiefilm                |
| 2007      | Boston Legal                   | Taryn Campbell  | Gastrol                      |
| 2007      | The Boondocks                  | Luna            | Gastrol                      |
| 2008      | Million Dollar Password        | Zichzelf        |                              |
| 2008      | Reno 911!                      | Befany Dangle   | Gastrol                      |
| 2010      | The Forgotten                  | Lydia Townsend  | Gastrol                      |
| 2010      | Archer                         | Agent Lana Kane |                              |
| 2013      | Glee                           | Moeder Jake     | Gastrol                      |
| 2015-2023 | Criminal Minds                 | Tara Lewis      | Hoofdrol                     |
| 2021-2024 | Monsters at Work               | Millie Tuskmon  | Gastrol                      |

### Computerspellen
| Jaar | Spel        | Rol              | Opmerkingen |
| ---- | ----------- | ---------------- | ----------- |
| 2010 | Halo: Reach | Female Trooper 2 |             |
| 2014 | Watch Dogs  | Aisha Tyler      |             |

- Biblioteca Nacional de España: XX4912365
- Bibliothèque nationale de France: cb16551702r (data)
- Gemeinsame Normdatei: 1050963768
- International Standard Name Identifier: 0000 0003 5962 5198
- Library of Congress Control Number: n2003112310
- MusicBrainz: e8431027-ef54-4998-9bb8-1c8c83ac40e9
- Nationale Bibliotheek van Tsjechië: xx0184607
- Système universitaire de documentation: 244821097
- Virtual International Authority File: 221443000
- WorldCat: E39PBJtcCwDPM8Fkjk3YrdwcT3